# Елла Гендерсон
Габріелла Мішель "Елла" Гендерсон (англ. Gabriella Michelle "Ella" Henderson; нар. 12 січня 1996, Тетні, Лінкольншир, Велика Британія) — британська R&B/соул-співачка, авторка-виконавиця та піаністка. Учасниця британського реаліті-шоу The X Factor, потрапила у фінал із 6 учасниками. Опісля підписала контракт із музичним лейблом Syco Music, з яким порвала контракт у 2018. У серпні 2018 підписала контракт із лейблом Warner Music Group. У червні 2016 випустила свій дебютний сингл «Ghost», який досяг першого місця британського чарту UK Singles Chart і протримався у топ-5 вісім послідовних тижнів. У жовтні 2014 випустила свій дебютний альбом «Chapter One». Платівка дебютувала на перше місце британського чарту UK Albums Chart.

## Життєпис
Габріелла Мішель Гендерсон народилася 12 січня 1996 у місті Тетні британського графства Лінкольншир. Дочка Шона, шотландця, та Мішель, англійки шведського походження. Має двох братів, Патріка та Фрезера, та сестру Голлі.

## Дискографія
Студійні альбоми
- 2014: Chapter One
- 2022: Everything I Didn’t Say

Сингли
- 2014: "Ghost"
- 2014: "Glow"
- 2014: "Yours"
- 2015: "Mirror Man"

## Нагороди та номінації
| Рік  | Нагорода                                      | Категорія                       | Результат |
| ---- | --------------------------------------------- | ------------------------------- | --------- |
| 2014 | BBC Music Awards                              | Song of the Year: "Ghost"       | Номінація |
| 2014 | Radio 1 Teen Awards                           | Best British Solo Artist        | Номінація |
| 2014 | Radio 1 Teen Awards                           | Best British Breakthrough       | Номінація |
| 2014 | Cosmopolitan Ultimate Women of the Year Award | UK Music Artist                 | Перемога  |
| 2014 | Attitude Awards                               | Best Breakthrough Artist        | Перемога  |
| 2014 | Digital Spy Awards                            | Single of the Year: "Ghost"     | Перемога  |
| 2015 | The BRIT Awards                               | Best British Female Solo Artist | Номінація |
| 2015 | The BRIT Awards                               | Best British Single: "Ghost"    | Номінація |
| 2015 | VH1                                           | VH1 Artist of the Year          | Номінація |